# Bosrankvlinder
De bosrankvlinder (Thyris fenestrella) is een nachtvlinder uit de familie van de venstervlekjes (Thyrididae). Deze soort is de enige soort binnen de familie van de venstervlekjes die in België en Nederland voorkomt.Wereldwijd telt Thyrididae-familie ongeveer 950 soorten.

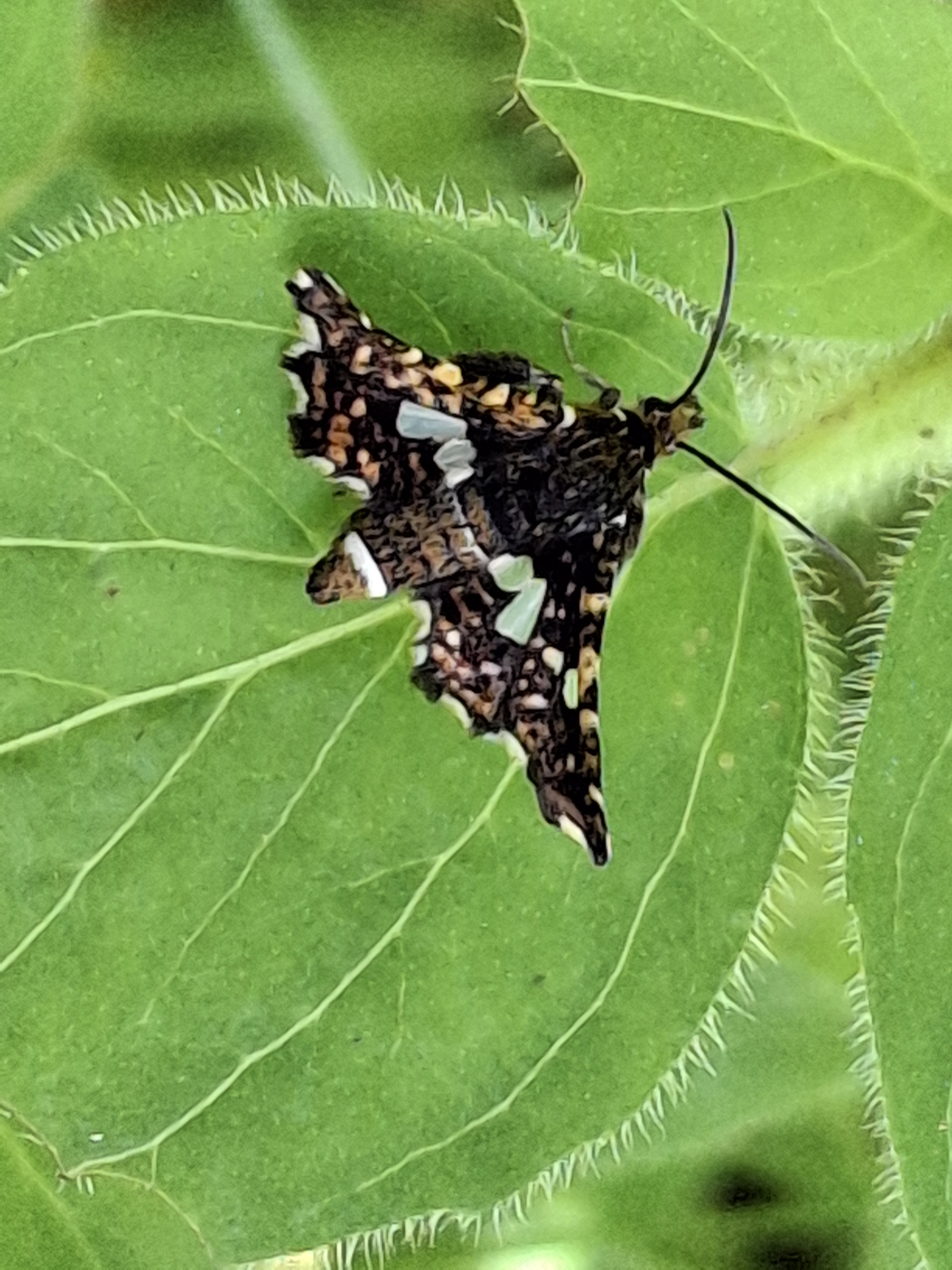
imago bosrankvlinder

## Beschrijving
De vlinder heeft een voorvleugellengte van 8 tot 9 millimeter. De voorvleugel is grijsbruin met oranje vlekjes en midden op de vleugel een opvallende doorzichtige vlek, een "venstertje". Ook op de achtervleugel bevinden zich midden op de vleugel dergelijke venstertjes. In noordelijke populaties zijn die groter dan in zuidelijke. Over het zwartige achterlijf lopen witte bandjes.
De imago vliegt overdag in de zon en schiet dan van bloem naar bloem van bijvoorbeeld braam. Zeker in noordelijke populaties leeft de vlinder echter zeer verborgen. Met feromoonvallen zijn zij echter goed te lokken.

## Levenscyclus
De bosrankvlinder heeft bosrank als waardplant. De rups leeft van juni tot september in samengesponnen bladeren. Hij geeft een onaangename geur af. De pop overwintert in de samengesponnen bladeren. De vliegtijd is van halverwege mei tot in augustus. 

## Voorkomen
De bosrankvlinder komt verspreid over Centraal- en Zuid-Europa en Klein-Azië. Het is in Nederland en België een zeer zeldzame soort. In Nederland is hij alleen bekend uit Zuid-Limburg, in België uit de provincies Luik, Luxemburg en Namen. De habitat bestaat uit warme bosranden op kalkrijke bodem.